# جائزة الكرة الذهبية 1968
جائزة الكرة الذهبية 1968، جائزة سنوية تُعطى لأفضل لاعب كرة القدم في العالم من طرف مجلة فرانس فوتبول الفرنسية، كما تقرره لجنة دولية من الصحفيين الرياضيين، وفاز بالجائزة في 1968 لاعب مانشستر يونايتد جورج بست من آيرلندا الشمالية.

## الترتيب
| الترتيب | اللاعب         | النادي              | الجنسية          | النقاط |
| ------- | -------------- | ------------------- | ---------------- | ------ |
| 1       | جورج بست       | مانشستر يونايتد     | أيرلندا الشمالية | 61     |
| 2       | بوبي تشارلتون  | مانشستر يونايتد     | إنجلترا          | 53     |
| 3       | دراغان دزاجيتش | النجم الأحمر بلغراد | يوغوسلافيا       | 46     |